# Ana María Jaraba
Ana María Jaraba es una actriz, cantante y presentadora de televisión colombiana, reconocida principalmente por su participación en las series de televisión A.M.A. La Academia, Tierra de cantores y La ronca de oro. En 2011 fue nominada en la categoría de mejor actor de reparto en los XXVII Premios India Catalina por su papel como Ofelia Larios en Tierra de cantores.

## Biografía
Jaraba realizó varios talleres de actuación en el Centro Gabriel García Márquez y en la Academia Charlot, entre otras instituciones. A mediados de la década de 2000 registró sus primeras apariciones en televisión, realizando unitarios en series como Así es la vida y Tu voz estéreo e interpretando el papel de Paula en el seriado juvenil A.M.A. La Academia. Finalizando la década actuó en producciones como Doña Bella, El penúltimo beso, Yo no te pido la luna y El man es Germán, antes de lograr reconocimiento en su país con su papel como Ofelia Larios en la telenovela de Caracol Televisión Tierra de cantores, que relata el nacimiento y la historia del género musical vallenato. Su desempeño en la serie le valió una nominación en 2011 en la categoría de mejor actor de reparto en los XXVII Premios India Catalina.
A partir de entonces, Jaraba ha figurado en producciones para televisión como Cinco viudas sueltas, La ronca de oro, La ley secreta y El hijo del Cacique; además de aparecer en el largometraje Alborada carmesí de Luis Hernán Reina. En 2016 publicó el sencillo "Amaneciendo", un cover de la popular canción vallenata, y ha participado en algunas producciones teatrales.

## Filmografía

### Televisión
| Año  | Título                 | Papel         | Notas |
| ---- | ---------------------- | ------------- | ----- |
| 2003 | A.M.A. La Academia     | Paula         |       |
| 2005 | Así es la vida         |               |       |
| 2007 | Tu voz estéreo         |               |       |
| 2008 | Aquí no hay quien viva |               |       |
| 2008 | El penúltimo beso      |               |       |
| 2010 | Doña Bella             |               |       |
| 2010 | El man es Germán       |               |       |
| 2010 | Yo no te pido la luna  |               |       |
| 2010 | Tierra de cantores     | Ofelia Larios |       |
| 2013 | Cinco viudas sueltas   | Elsa Bustos   |       |
| 2014 | La ronca de oro        |               |       |
| 2018 | La ley secreta         |               |       |
| 2019 | El hijo del Cacique    | Dulce María   |       |
| 2021 | Enfermeras             |               |       |
| 2023 | Los medallistas        |               |       |

### Cine
| Año  | Título               | Notas |
| ---- | -------------------- | ----- |
| 2009 | Alborada carmesí     |       |
| 2022 | Un rabón con corazón |       |

## Premios y nominaciones

### Premios India Catalina
Artículo principal: Premios India Catalina
| Año  | Categoría               | Telenovela o serie | Resultado |
| ---- | ----------------------- | ------------------ | --------- |
| 2011 | Mejor actriz de reparto | Tierra de cantores | Nominada  |